# Stenochroma punctigera
Stenochroma punctigera là một loài bọ cánh cứng trong họ Cerambycidae.